# Mugimaki légykapó
A mugimaki légykapó (Ficedula  mugimaki) a madarak osztályának verébalakúak (Passeriformes) rendjéhez és a  légykapófélék (Muscicapidae) családjához tartozó faj.

## Rendszerezése
A fajt Coenraad Jacob Temminck holland arisztokrata és zoológus írta le 1815-ben, a Muscicapa nembe Muscicapa mugimaki néven.

## Előfordulása
Kelet- és Délkelet-Ázsiában, Bhután, Dél-Korea, Észak-Korea, a Fülöp-szigetek, Kambodzsa, Kína, Hongkong, Indonézia, Japán, Laosz, Malajzia, Mongólia, Oroszország, Tajvan, Thaiföld és Vietnám területén honos. 
Természetes élőhelyei a tűlevelű erdők, mérsékelt övi erdők és cserjések, szubtrópusi vagy trópusi mangroveerdők, síkvidéki esőerdők és cserjések, valamint vidéki kertek és városi régiók. Vonuló faj.

## Megjelenése
Testhossza 14 centiméter.
|  |  |

## Természetvédelmi helyzete
Az elterjedési területe rendkívül nagy, egyedszáma pedig stabil. A Természetvédelmi Világszövetség Vörös listáján nem fenyegetett fajként szerepel.